# Crocidura fumosa
Crocidura fumosa — вид ссавців родини Soricidae. Це ендемік Кенії й Ефіопії. Його природне місце проживання — субтропічні або тропічні вологі гірські ліси. Дослідження виявили цей вид в Ефіопії на сільськогосподарських угіддях і луках, чагарниках, лісах акації та вологих лісах, а також на всіх етапах плантації цукрової тростини.